# European Journal of Heart Failure
European Journal of Heart Failure is een internationaal peer-reviewed wetenschappelijk tijdschrift op het gebied van hartfalen. De naam wordt in literatuurverwijzingen meestal afgekort tot Eur. J. Heart Fail.
Het wordt uitgegeven door Elsevier namens de European Society of Cardiology.